# 葉應驄
葉應驄（1490年—？），字肅卿，號三岡，浙江承宣布政使司寧波府鄞縣（今浙江省寧波市）人，民籍，明朝政治人物、進士出身。

## 生平
正德八年（1515年）癸酉科丙子浙江乡试第四名举人。正德十二年（1519年），登丁丑科會試三十一名，廷试二甲六十八名進士，吏部观政，授刑部主事。明武宗南巡之爭中阻擋，受杖刑三十。嘉靖初年，歷任刑部员外郎、郎中，大禮議中因反對明世宗，而再次入獄廷杖。后彈劾給事中陳洸，歷任吉安府知府。嘉靖六年，陳洸反誣陷葉應驄，稱其濫殺無辜。刑部尚書許讚辯稱應驄無罪，明世宗仍然特謫葉應驄戍遼東。嘉靖十六年赦歸。

## 家族
曾祖葉彦。祖父葉郁。父葉明。母馬氏。具庆下。兄應骐、应骥。弟應駿、應驎。

## 延伸阅读
[在维基数据编辑]
 《明史卷二百〇六》，出自《明史》